# 비디오그래피

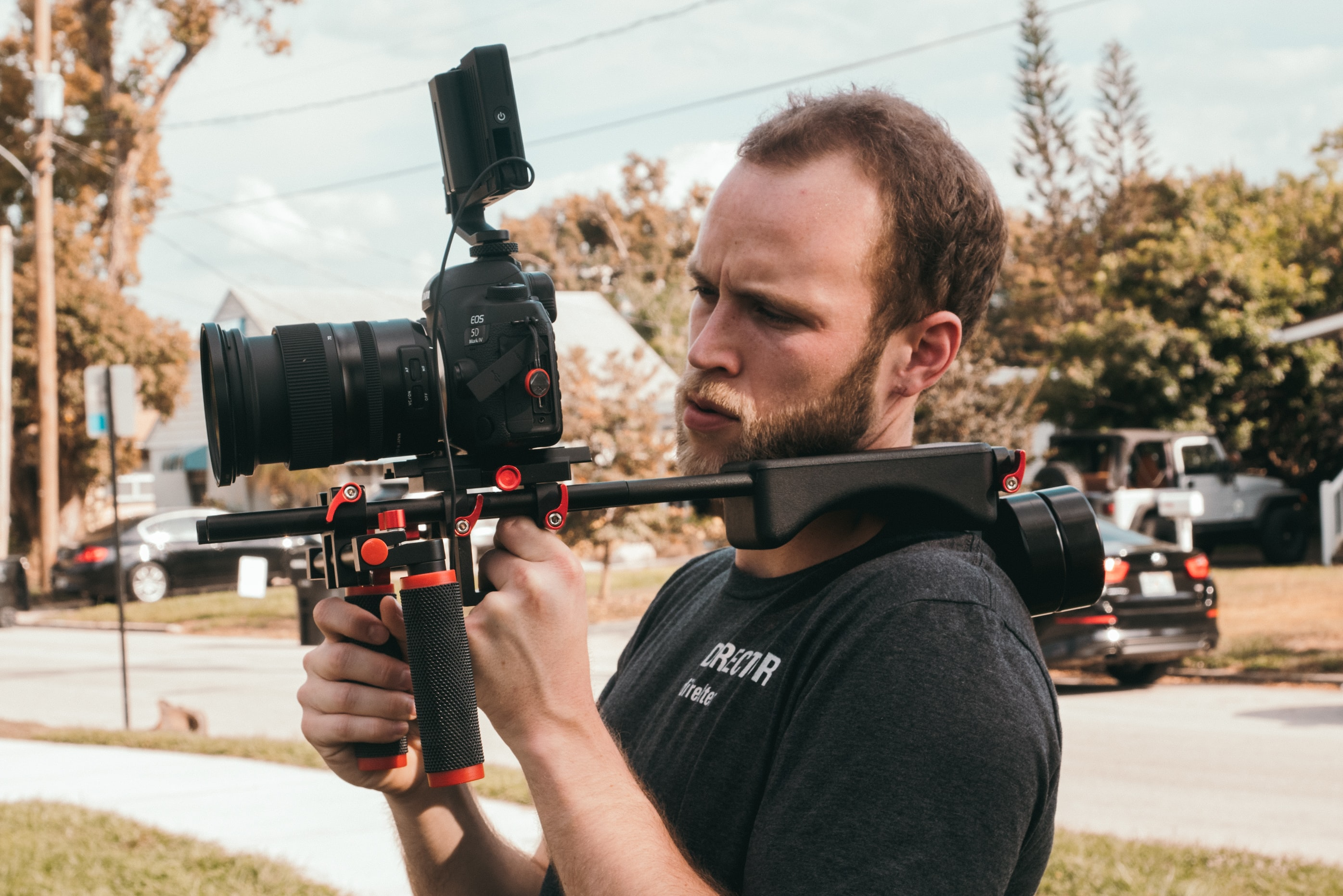
숄더 리그에 장착된 디지털 일안 반사식 카메라를 사용하는 비디오그래퍼

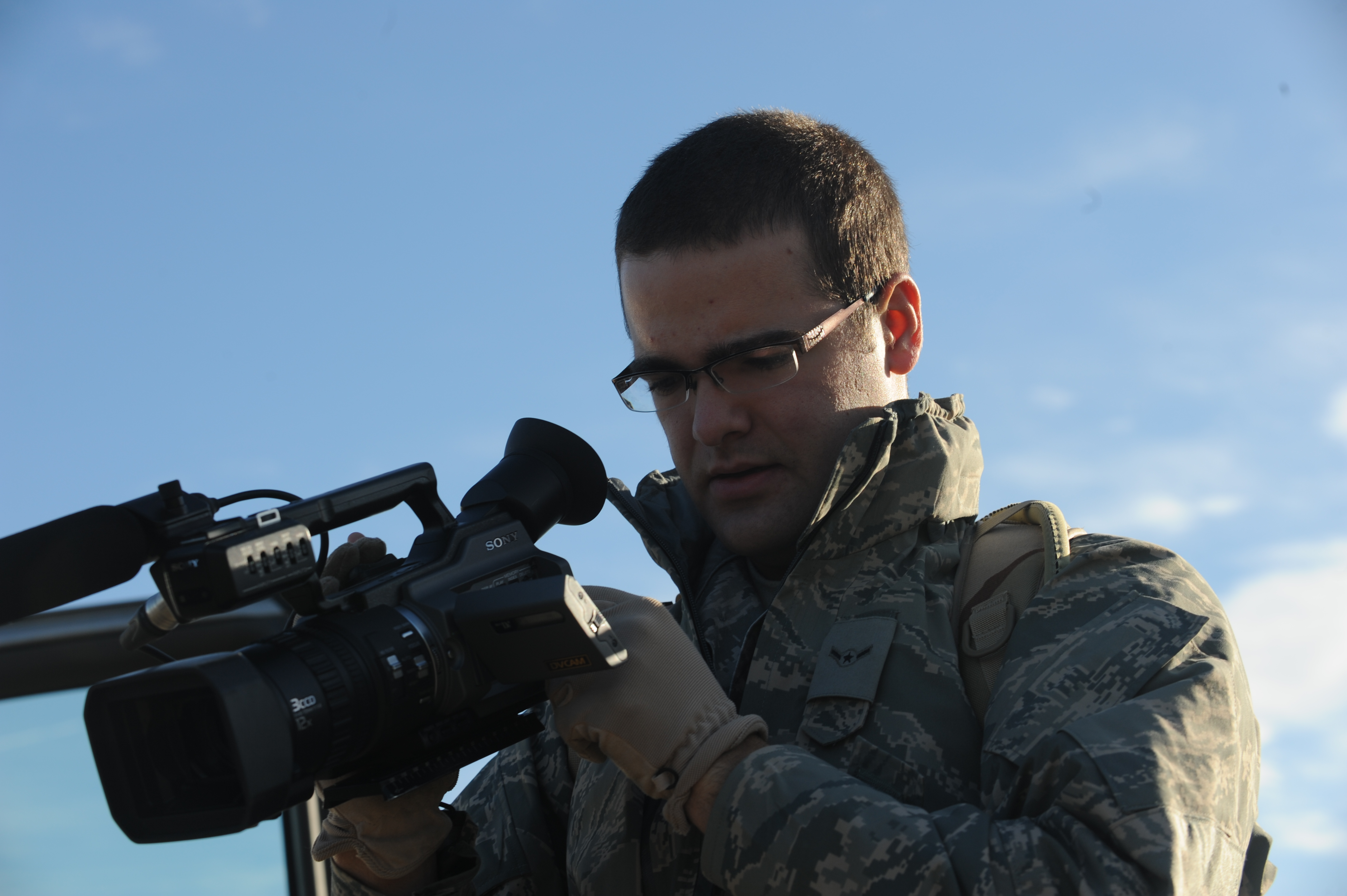
미국 공군 항공병 대니얼 존슨이 촬영 전에 비디오 카메라의 기능 점검을 수행한다.

비디오그래피(videography)는 전자 미디어(예: 비디오테이프, 하드 디스크 녹화, 솔리드 스테이트 드라이브)에 움직이는 영상을 캡처하는 것을 포함하며, 스트리밍을 포함할 수 있다. 이는 영상 제작 및 후반 작업 방법을 모두 포괄한다. 역사적으로 비디오그래피는 영화 필름에 움직이는 영상을 녹화하는 것과 관련된 시네마토그래피의 비디오 counterpart로 간주되었다. 그러나 20세기 후반 디지털 영상 녹화의 출현과 함께, 두 가지 모두 유사한 중간 메커니즘을 사용하게 되면서 그 구분이 모호해졌다. 오늘날 모든 영상 작업은 비디오그래피로 불릴 수 있으며, 상업용 모션 픽처 제작은 일반적으로 시네마토그래피라고 한다.
비디오그래퍼는 비디오그래피 및 영상 제작 분야에서 일한다. 뉴스 방송은 생방송에 크게 의존하며, 비디오그래퍼는 지역 뉴스의 ENG 방송에 참여한다.

## 용도

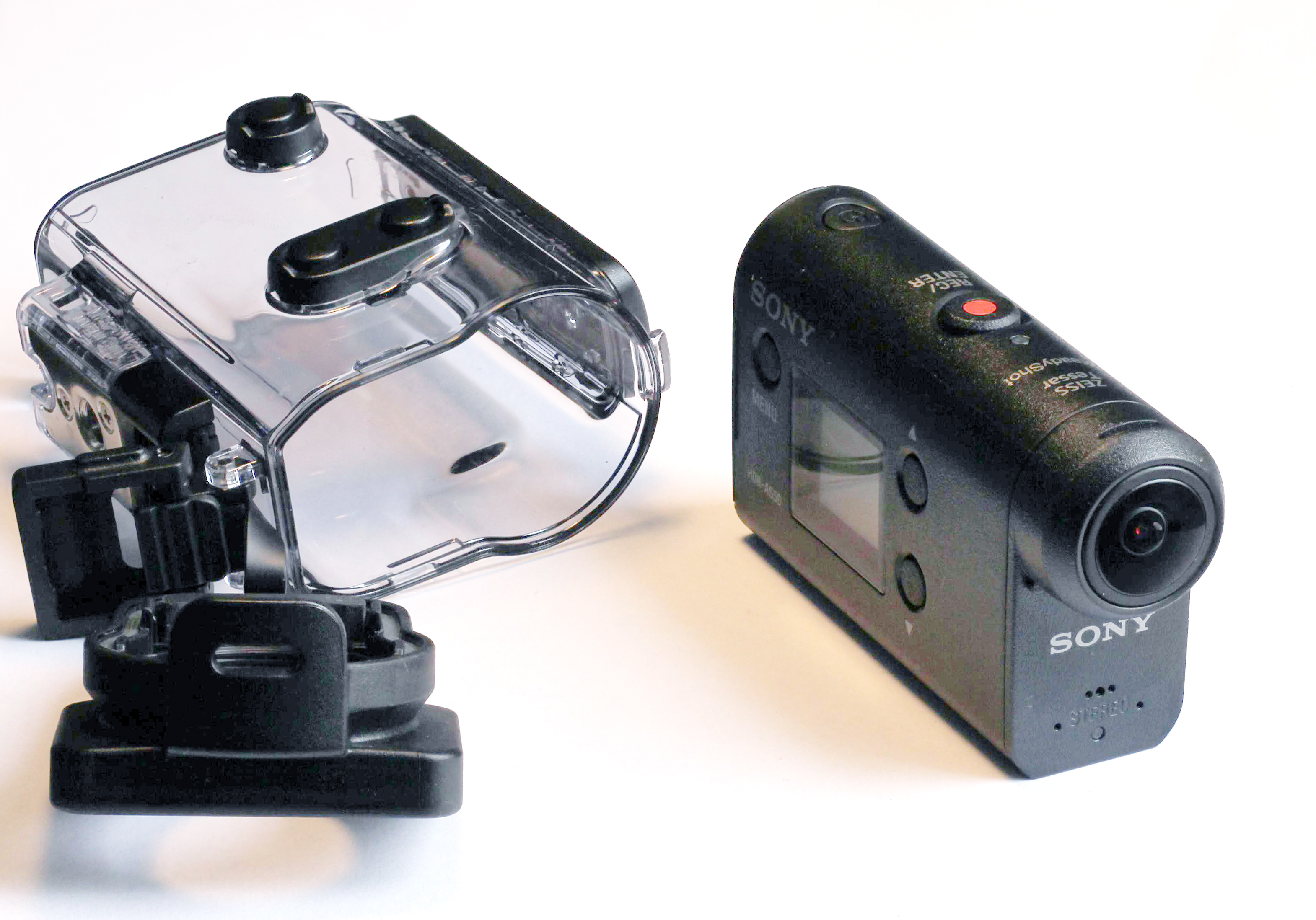
수중 하우징이 있는 액션캠

1980년대 컴퓨터와 인터넷의 등장은 비디오그래피를 전통적인 영상 녹화에서 디지털 애니메이션(예: 플래시 애니메이션), 비디오 게임, 주문형 비디오, 브이로그, 슬라이드쇼, 원격탐사, 공간 이미징, 의료 이미징, 보안 카메라 이미징, 그리고 비트맵 및 벡터 그래픽스 기반 자산 제작을 포함하도록 확장했다. 이 분야가 발전함에 따라 비디오그래퍼는 이미징 장치 없이도 소프트웨어 솔루션을 사용하여 컴퓨터에서 작업을 완전히 만들 수 있다. 또한 휴대폰, 감시 카메라, 액션 카메라의 광범위한 사용은 전 세계적으로 사회성과 사생활의 개념을 빠르게 변화시키고 있다.
비디오그래퍼는 촬영기사가 될 수도 있고, 촬영 감독과 유사하게 제작의 시각적 디자인을 총괄할 수도 있다.
비디오그래피는 영상 제작, 영상 마케팅, 소셜 미디어 영상과 점점 더 밀접하게 연관되고 있다. 영상 콘텐츠가 소셜 미디어에서 중요해지면서 비디오그래피와 영상 마케팅의 경계가 모호해지고 있다.

## 사회 과학에서의 비디오그래피
사회 과학에서 비디오그래피는 민족지와 대화 분석에서 개발된 방법을 사용하여 기록된 상호작용 시퀀스의 상세한 분석을 결합한 연구 방법을 말한다. 가장 잘 알려진 적용 분야 중 하나는 직장 연구이다.

## 비디오그래퍼
세트장, 텔레비전 스튜디오에서 비디오그래퍼는 일반적으로 프로페셔널 비디오 카메라, 음향, 조명 장비의 촬영기사이다. 일반적인 전자 현장 제작 (EFP) 텔레비전 제작진의 일원으로서 비디오그래퍼는 보통 텔레비전 프로듀서와 함께 일한다. 그러나 소규모 제작(예: 기업 및 이벤트 비디오그래피)의 경우, 비디오그래퍼는 종종 싱글 카메라 촬영으로 혼자 일하거나, 멀티 카메라 촬영의 경우, 조명기술자, 그립, 음향 감독을 포함하는 더 큰 텔레비전 제작진의 일부로 일한다.
일반적으로 비디오그래퍼는 사용하는 장비 유형에 따라 촬영 감독과 구별된다. 비디오그래퍼는 일반적으로 디지털 하드 드라이브, 플래시 카드 또는 테이프 드라이브 비디오 카메라를 사용하는 반면, 촬영 감독은 70mm IMAX, 35mm, 16mm 또는 슈퍼 8mm와 같은 기계식 필름 카메라로 작업하는 경우가 많다. 비디오그래퍼는 대규모 제작 팀의 일부가 되는 대신 광고, 다큐멘터리, 법적 증언, 라이브 이벤트, 단편 영화, 교육 영상, 결혼식과 같은 소규모 이벤트 규모의 제작을 주로 다룬다. 그러나 고화질 디지털 비디오 카메라의 등장은 이러한 구분을 모호하게 만들었다.
비디오그래퍼는 다양한 비디오 카메라 장비와 녹음 장비를 유지하고 작동하며, 푸티지를 편집하고, 기술 발전에 발맞추는 역할을 한다. 현대 비디오 캠코더는 전문 스튜디오 품질의 영상을 저렴한 비용으로 제작할 수 있게 해주며, 대형 스튜디오의 영상에 필적한다. 그 결과, 많은 주요 스튜디오는 선형 영상 편집 장비의 단종과 디지털 일안 반사식 카메라를 사용하여 아마추어가 고품질 영상을 제작할 수 있게 되면서 필름을 매체로 사용하는 것을 중단했다. 비디오그래퍼는 가정용 컴퓨터에서 비선형 편집 시스템 소프트웨어를 사용한다.

## 같이 보기
- 3차원 영화
- 시네마토그래피
- 카메라 커버리지
- 촬영기사
- 매치 무빙
- 영화적 기법
- 디지털 시네마
- 이벤트 비디오그래피
- 영화 제작
- 수중 비디오그래피
- 영상 제작
- 결혼식 비디오그래피

## 더 읽어보기
- Knoblauch H, Tuma R (2011) Videography: an interpretive approach to video-recorded micro-social interaction. In: Margolis E., Pauwels L. (eds) The Sage Handbook of Visual Methods. Thousand Oaks, CA: Sage, 414–430.